# Colleonard

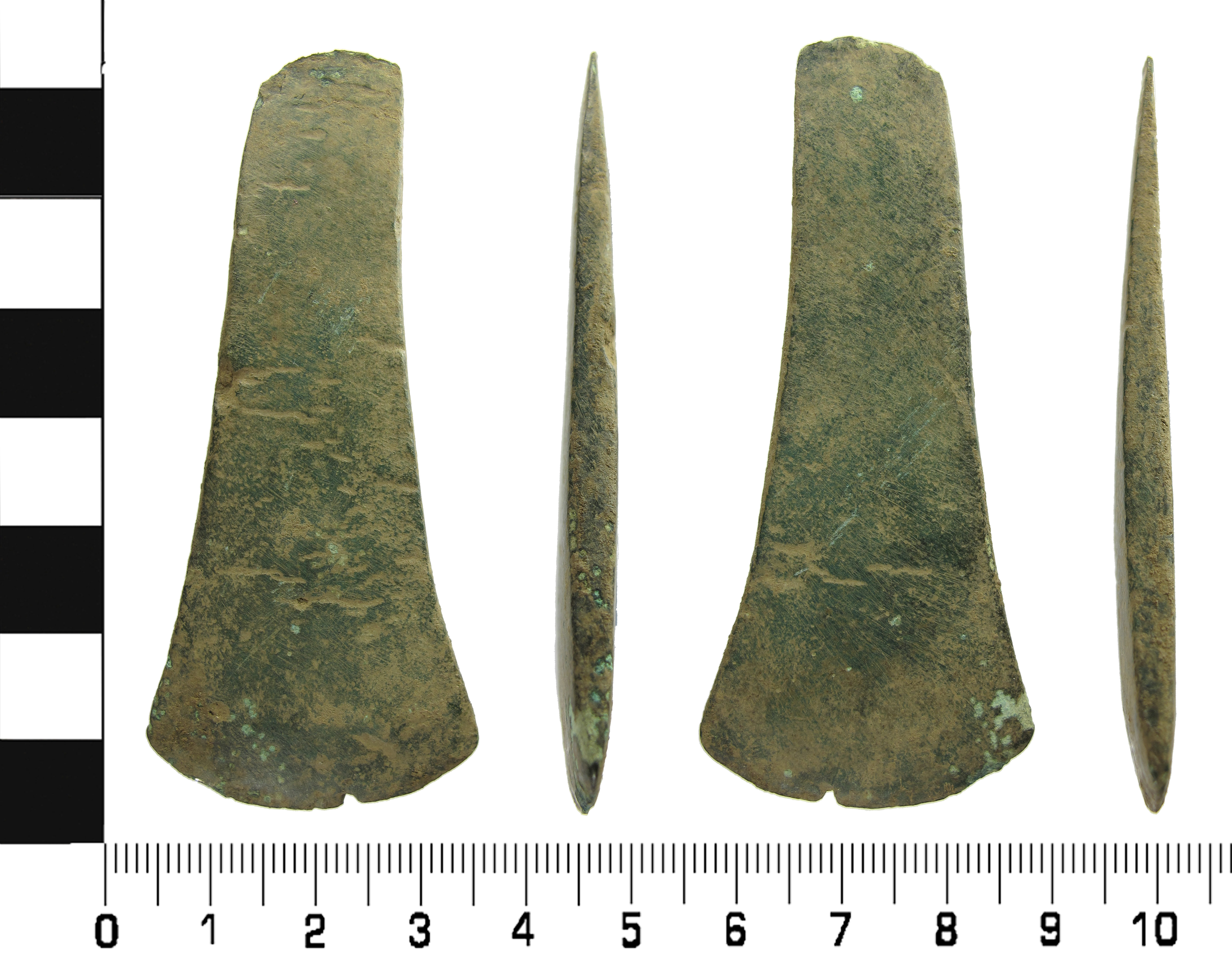
Flachäxte des Migdale Typs

Auf einem zum Meer abfallenden Feld, nördlich der Colleonard Farm, südwestlich von Banff im Norden von Aberdeenshire in Schottland wurde 1857 beim Pflügen eine Urne mit sieben flachen Bronzeäxten gefunden, die dem National Museum of Antiquites of Scotland (NMAS) geschenkt wurden. Auf dem Feld lagen mehrere 2,4 bis 2,7 Meter lange Steine, wahrscheinlich Reste eines Steinkreises.
Die bronzezeitlichen verzierten Äxte wurden mit den Klingen nach oben etwa 30 cm unter der Feldoberfläche in einem 18 cm hohen Topf aus grobem braunem Ton gefunden, der an zwei Seiten durch Steine geschützt war. Fünf Äxte gehören zur „Bronze Broad Butted“ Variante des Migdale-Typs.